# Qualificazioni alla Coppa d'Asia di calcio a 5 2022
Le qualificazioni alla Coppa d'Asia 2022 si sono disputate dal 1 aprile al 21 maggio 2022.
Il Kuwait è già qualificato in quanto organizzatrice della fase finale.
Le qualificazioni si dividono in 4 percorsi: zona ASEAN, dove gli AFF Futsal Championship varranno da qualificazioni, zona Centro & Sud, zona Est e zona Ovest.

## Regolamento
Delle 47 federazioni dell'AFC, 31 hanno partecipato alla competizione. Di queste le qualificate alla fase finale sono state 16:
- Ospitante: 1 posto
- Zona ASEAN: 3 posti
- Zona Centro & Sud: 4 posti
- Zona Est: 3 posti
- Zona Ovest: 5 posti

Eccetto la zona ASEAN, le qualificazioni sono avvenute in gruppi centralizzati.

### Sorteggio
- Nella zona Ovest le 7 nazionali sono state divise in un gruppo di 4 e un gruppo di 3 squadre.

| Pot 1       | Pot 2                  | Pot 3               | Pot 4          |
| ----------- | ---------------------- | ------------------- | -------------- |
| Iraq Libano | Bahrein Arabia Saudita | Emirati Arabi Uniti | Oman Palestina |

- Nelle zone Centro & Sud le otto nazionali sono state divise in due gruppi di 4 squadre.

| Pot 1           | Pot 2                   | Pot 3                    | Pot 4         |
| --------------- | ----------------------- | ------------------------ | ------------- |
| Iran Uzbekistan | Kirghizistan Tagikistan | Turkmenistan Afghanistan | Nepal Maldive |

- Nella zona Est le 7 nazionali sono state divise in un gruppo di 4 e uno di 3 squadre.

| Pot 1                  | Pot 2              | Pot 3              |
| ---------------------- | ------------------ | ------------------ |
| Giappone Taipei cinese | Cina Corea del Sud | Hong Kong Mongolia |

- Il sorteggio degli AFF Futsal Championship 2022 sarà tenuto dall'ASEAN in maniera separata. Queste sono le nazionali partecipanti:

| Partecipanti                                                                       |
| ---------------------------------------------------------------------------------- |
| Vietnam Thailandia Malaysia Birmania Indonesia Timor Est Brunei Australia Cambogia |

## AFF Futsal Champioship 2022
Le qualificazioni per quanto riguarda la zona ASEAN consistono negli AFF Futsal Champioship. Il torneo prevedeva che le migliori 3 nazioni si qualificassero alla fase finale. Gli incontri si sono disputati a Bangkok, in Thailandia.

### Gruppo A
| Squadra        | Pti | G | V | N | P | GF | GS | DR  |
| -------------- | --- | - | - | - | - | -- | -- | --- |
| Thailandia (H) | 10  | 4 | 3 | 1 | 0 | 35 | 4  | +31 |
| Indonesia      | 10  | 4 | 3 | 1 | 0 | 30 | 5  | +25 |
| Malaysia       | 6   | 4 | 2 | 0 | 2 | 20 | 15 | +5  |
| Cambogia       | 1   | 4 | 0 | 1 | 3 | 10 | 36 | -26 |
| Brunei         | 1   | 4 | 0 | 1 | 3 | 2  | 37 | -35 |

| Squadra 1   | Risultato   | Squadra 2   |
| 1ª giornata | 1ª giornata | 1ª giornata |
| ----------- | ----------- | ----------- |
| Malaysia    | 7 - 6       | Cambogia    |
| Thailandia  | 13 - 0      | Brunei      |
| 2ª giornata |             |             |
| Brunei      | 0 - 12      | Indonesia   |
| Cambogia    | 0 - 16      | Thailandia  |
| 3ª giornata |             |             |
| Indonesia   | 5 - 1       | Malaysia    |
| Brunei      | 2 - 2       | Cambogia    |
| 4ª giornata |             |             |
| Malaysia    | 10 - 0      | Brunei      |
| Indonesia   | 2 - 2       | Thailandia  |
| 5ª giornata |             |             |
| Cambogia    | 2 - 11      | Indonesia   |
| Thailandia  | 4 - 2       | Malaysia    |

### Gruppo B
| Squadra   | Pti | G | V | N | P | GF | GS | DR  |
| --------- | --- | - | - | - | - | -- | -- | --- |
| Birmania  | 7   | 3 | 2 | 1 | 0 | 17 | 5  | +12 |
| Vietnam   | 7   | 3 | 2 | 1 | 0 | 13 | 3  | +10 |
| Australia | 3   | 3 | 1 | 0 | 2 | 9  | 15 | -6  |
| Timor Est | 0   | 3 | 0 | 0 | 3 | 8  | 24 | -16 |

| Squadra 1   | Risultato   | Squadra 2   |
| 1ª giornata | 1ª giornata | 1ª giornata |
| ----------- | ----------- | ----------- |
| Vietnam     | 1 - 1       | Birmania    |
| Timor Est   | 4 - 7       | Australia   |
| 2ª giornata |             |             |
| Australia   | 1 - 6       | Birmania    |
| Timor Est   | 1 - 7       | Vietnam     |
| 3ª giornata |             |             |
| Vietnam     | 5 - 1       | Australia   |
| Birmania    | 10 - 3      | Timor Est   |

### Semifinali
Le vincitrici si sono qualificate alla fase finale.
| Squadra 1  | Risultato | Squadra 2 |
| ---------- | --------- | --------- |
| Birmania   | 1 - 6     | Indonesia |
| Thailandia | 3 - 1     | Vietnam   |

### Finale 3º posto
Le vincente si è qualificata alla fase finale.
| Squadra 1 | Risultato         | Squadra 2 |
| --------- | ----------------- | --------- |
| Birmania  | 1 - 1 (1 - 4 dtr) | Vietnam   |

### Finale
| Squadra 1 | Risultato         | Squadra 2  |
| --------- | ----------------- | ---------- |
| Indonesia | 2 - 2 (3 - 5 dtr) | Thailandia |

## Zona Centro & Sud
I gironi si sono giocati a Biškek, in Kirghizistan.

### Gruppo A
| Squadra          | Pti | G | V | N | P | GF | GS | DR  |
| ---------------- | --- | - | - | - | - | -- | -- | --- |
| Iran             | 9   | 3 | 3 | 0 | 0 | 28 | 1  | +27 |
| Turkmenistan     | 6   | 3 | 2 | 0 | 1 | 10 | 4  | +6  |
| Kirghizistan (H) | 3   | 3 | 1 | 0 | 2 | 9  | 12 | -3  |
| Maldive          | 0   | 3 | 0 | 0 | 3 | 1  | 31 | -30 |

| Squadra 1    | Risultato   | Squadra 2    |
| 1ª giornata  | 1ª giornata | 1ª giornata  |
| ------------ | ----------- | ------------ |
| Iran         | 17 - 0      | Maldive      |
| Kirghizistan | 1 - 3       | Turkmenistan |
| 2ª giornata  |             |              |
| Turkmenistan | 0 - 3       | Iran         |
| Maldive      | 1 - 7       | Kirghizistan |
| 3ª giornata  |             |              |
| Turkmenistan | 7 - 0       | Maldive      |
| Iran         | 8 - 1       | Kirghizistan |

### Gruppo B
| Squadra     | Pti | G | V | N | P | GF | GS | DR  |
| ----------- | --- | - | - | - | - | -- | -- | --- |
| Uzbekistan  | 9   | 3 | 3 | 0 | 0 | 15 | 4  | +11 |
| Tagikistan  | 4   | 3 | 1 | 1 | 1 | 17 | 10 | +7  |
| Afghanistan | 4   | 3 | 1 | 1 | 1 | 13 | 10 | +3  |
| Nepal       | 0   | 3 | 0 | 0 | 3 | 3  | 24 | -21 |

| Squadra 1   | Risultato   | Squadra 2   |
| 1ª giornata | 1ª giornata | 1ª giornata |
| ----------- | ----------- | ----------- |
| Uzbekistan  | 5 - 1       | Nepal       |
| Tagikistan  | 4 - 4       | Afghanistan |
| 2ª giornata |             |             |
| Nepal       | 1 - 11      | Tagikistan  |
| Afghanistan | 1 - 5       | Uzbekistan  |
| 3ª giornata |             |             |
| Uzbekistan  | 5 - 2       | Tagikistan  |
| Afghanistan | 8 - 1       | Nepal       |

## Zona Est
Inizialmente il percorso prevedeva due gironi da 6 squadre, ma in seguito alla rinuncia della Cina la formula è cambiata in un girone unico da 5 squadre.
Il girone si è giocato a Shah Alam, in Malaysia.
| Squadra       | Pti | G | V | N | P | GF | GS | DR  |
| ------------- | --- | - | - | - | - | -- | -- | --- |
| Giappone      | 12  | 4 | 4 | 0 | 0 | 42 | 3  | +39 |
| Corea del Sud | 7   | 4 | 2 | 1 | 1 | 11 | 12 | -1  |
| Taipei cinese | 6   | 4 | 2 | 0 | 2 | 13 | 14 | -1  |
| Hong Kong     | 2   | 4 | 0 | 2 | 2 | 6  | 17 | -11 |
| Mongolia      | 1   | 4 | 0 | 1 | 3 | 2  | 28 | -26 |

| Squadra 1     | Risultato   | Squadra 2     |
| 1ª giornata   | 1ª giornata | 1ª giornata   |
| ------------- | ----------- | ------------- |
| Corea del Sud | 4 - 2       | Taipei cinese |
| Mongolia      | 1 - 1       | Hong Kong     |
| 2ª giornata   |             |               |
| Hong Kong     | 2 - 11      | Giappone      |
| Mongolia      | 0 - 6       | Corea del Sud |
| 3ª giornata   |             |               |
| Giappone      | 15 - 0      | Mongolia      |
| Taipei cinese | 4 - 2       | Hong Kong     |
| 4ª giornata   |             |               |
| Taipei cinese | 6 - 1       | Mongolia      |
| Corea del Sud | 0 - 9       | Giappone      |
| 5ª giornata   |             |               |
| Hong Kong     | 1 - 1       | Corea del Sud |
| Giappone      | 7 - 1       | Taipei cinese |

## Zona Ovest
I gironi si sono giocati a Fujaira, negli Emirati Arabi Uniti.

### Gruppo A
| Squadra        | Pti | G | V | N | P | GF | GS | DR |
| -------------- | --- | - | - | - | - | -- | -- | -- |
| Libano         | 7   | 3 | 2 | 1 | 0 | 11 | 7  | +4 |
| Arabia Saudita | 5   | 3 | 1 | 2 | 0 | 10 | 9  | +1 |
| Oman           | 2   | 3 | 0 | 2 | 1 | 4  | 5  | -1 |
| Palestina      | 1   | 3 | 0 | 1 | 0 | 8  | 12 | -4 |

| Squadra 1      | Risultato   | Squadra 2      |
| 1ª giornata    | 1ª giornata | 1ª giornata    |
| -------------- | ----------- | -------------- |
| Libano         | 2 - 1       | Oman           |
| Arabia Saudita | 5 - 4       | Palestina      |
| 2ª giornata    |             |                |
| Oman           | 2 - 2       | Arabia Saudita |
| Palestina      | 3 - 6       | Libano         |
| 3ª giornata    |             |                |
| Libano         | 3 - 3       | Arabia Saudita |
| Palestina      | 1 - 1       | Oman           |

### Gruppo B
| Squadra                 | Pti | G | V | N | P | GF | GS | DR |
| ----------------------- | --- | - | - | - | - | -- | -- | -- |
| Iraq                    | 4   | 2 | 1 | 1 | 0 | 3  | 1  | +2 |
| Bahrein                 | 4   | 2 | 1 | 1 | 0 | 2  | 1  | +1 |
| Emirati Arabi Uniti (H) | 0   | 2 | 0 | 0 | 2 | 0  | 3  | -3 |

| Squadra 1           | Risultato   | Squadra 2           |
| 1ª giornata         | 1ª giornata | 1ª giornata         |
| ------------------- | ----------- | ------------------- |
| Emirati Arabi Uniti | 0 - 2       | Iraq                |
| 2ª giornata         |             |                     |
| Bahrein             | 1 - 1       | Emirati Arabi Uniti |
| 3ª giornata         |             |                     |
| Iraq                | 1 - 1       | Bahrein             |

### Play-off
| Squadra 1 | Risultato | Squadra 2           |
| --------- | --------- | ------------------- |
| Oman      | 5 - 3     | Emirati Arabi Uniti |

## Squadre qualificate
| Qualificate    | Così dalle qualificazioni                   | Pres. | Miglior risultato                                                                 |
| -------------- | ------------------------------------------- | ----- | --------------------------------------------------------------------------------- |
| Kuwait         | nazione ospitante                           | 12ª   | Quarto posto (2003, 2014)                                                         |
| Thailandia     | AFF Futsal Championship 2022, vincitore     | 16ª   | Secondo posto (2008, 2012)                                                        |
| Indonesia      | AFF Futsal Championship 2022, secondo posto | 10ª   | Fase a gironi (2002, 2003, 2004, 2005, 2006, 2008, 2010, 2012, 2014)              |
| Vietnam        | AFF Futsal Championship 2022, terzo posto   | 6ª    | Quarto posto (2016)                                                               |
| Iran           | Centro & Sud, vincitore Gruppo A            | 16ª   | Campioni (1999, 2000, 2001, 2002, 2003, 2004, 2005, 2007, 2008, 2010, 2016, 2018) |
| Turkmenistan   | Centro & Sud, secondo posto Gruppo A        | 7ª    | Fase a gironi (2005, 2006, 2007, 2008, 2010, 2012)                                |
| Uzbekistan     | Centro & Sud, vincitore Gruppo B            | 16ª   | Secondo posto (2001, 2006, 2010, 2016)                                            |
| Tagikistan     | Centro & Sud, secondo posto Gruppo B        | 11ª   | Quarti di finale (2007)                                                           |
| Giappone       | Zona Est, vincitore                         | 16ª   | Campioni (2006, 2012, 2014)                                                       |
| Corea del Sud  | Zona Est, secondo posto                     | 14ª   | Secondo posto (1999)                                                              |
| Taipei cinese  | Zona Est, terzo posto                       | 13ª   | Quarti di finale (2003)                                                           |
| Libano         | Zona Ovest, vincitore Gruppo A              | 12ª   | Quarti di finale (2004, 2007, 2008, 2010, 2012, 2014, 2018)                       |
| Arabia Saudita | Zona Ovest, secondo posto Gruppo A          | 2ª    | Fase a gironi (2016)                                                              |
| Iraq           | Zona Ovest, vincitore Gruppo B              | 12ª   | Quarto posto (2018)                                                               |
| Bahrein        | Zona Ovest, secondo posto Gruppo B          | 3ª    | Quarti di finale (2018)                                                           |
| Oman           | Zona Ovest, vincitore play-off              | 1ª    | Debuttante                                                                        |